# Montroty
Montroty – miejscowość i gmina we Francji, w regionie Normandia, w departamencie Sekwana Nadmorska.
Według danych na rok 1990 gminę zamieszkiwało 188 osób, a gęstość zaludnienia wynosiła 17 osób/km² (wśród 1421 gmin Górnej Normandii Montroty plasuje się na 713. miejscu pod względem liczby ludności, natomiast pod względem powierzchni na miejscu 290.).